# Chascanum marrubiifolium
Chascanum marrubiifolium là một loài thực vật có hoa trong họ Cỏ roi ngựa. Loài này được Fenzl ex Walp. mô tả khoa học đầu tiên năm 1845.